# Vårtsärv
Vårtsärv (Ceratophyllum submersum) är en växtart i familjen särvväxter. 